# Moments (Boz Scaggs)
| Recensione                        | Giudizio |
| --------------------------------- | -------- |
| AllMusic                          | [ 1 ]    |
| Robert Christgau                  | B        |
| The New Rolling Stone Album Guide | [ 3 ]    |

Moments è il terzo album discografico di Boz Scaggs, pubblicato dalla casa discografica Columbia Records nel marzo del 1971.
L'album raggiunse la posizione numero 124 della classifica statunitense The Billboard 200, mentre i singoli (presenti nell'album) Near You e We Were Always Sweethearts si piazzarono rispettivamente al novantaseiesimo ed al sessantunesimo posto della classifica The Billboard Hot 100.

## Tracce
Lato A
1. We Were Always Sweethearts – 3:27 (Boz Scaggs)
2. Downright Women – 4:36 (Boz Scaggs)
3. Painted Bells – 4:00 (Boz Scaggs)
4. Alone, Alone – 3:40 (David Brown)
5. Near You – 4:59 (Boz Scaggs)

Lato B
1. I Will Forever Sing (The Blues) – 5:13 (Powell St. John)
2. Moments – 4:35 (Boz Scaggs)
3. Hollywood Blues – 2:40 (Boz Scaggs)
4. We Been Away – 3:40 (David Brown)
5. Can I Make It Last (Or Will It Just Be Over) – 5:24 (Boz Scaggs)

Edizione CD del 2010, pubblicato dalla Friday Music Records (FRM 30454)
1. We Were Always Sweethearts – 3:30 (Boz Scaggs)
2. Downright Women – 4:37 (Boz Scaggs)
3. Painted Bells – 4:04 (Boz Scaggs)
4. Alone, Alone – 3:40 (David Brown)
5. Near You – 4:56 (Boz Scaggs)
6. I Will Forever Sing (The Blues) – 5:14 (Powell St. John)
7. Moments – 4:36 (Boz Scaggs)
8. Hollywood Blues – 2:41 (Boz Scaggs)
9. We Been Away – 3:45 (David Brown)
10. Can I Make It Last (Or Will It Just Be Over) – 5:27 (Boz Scaggs)
11. We Were Always Sweethearts – 3:04 (Boz Scaggs) – Bonus Track - Mono 45 Version
12. Near You – 3:16 (Boz Scaggs) – Bonus Track - Mono 45 Version
13. I Feel so Good – 4:21 (Big Bill Broonzy) – Bonus Track - Recorded Live, Playback Series
14. Hollywood Blues – 2:35 (Boz Scaggs) – Bonus Track - Recorded Live, Playback Series

## Musicisti
- Boz Scaggs - chitarra, voce
- Doug Simril - chitarra, tastiere
- Curley Cooke - chitarra
- John McFee - chitarra steel
- Jymm (Joachim) Young - tastiere
- Ben Sidran - tastiere, vibrafono
- David Brown - chitarra basso
- George Rains - batteria
- Coke Escovedo - percussioni
- Pete Escovedo - percussioni
- Pat O'Hara - strumenti a fiato, arrangiamenti strumenti a fiato
- Mel Martin - strumenti a fiato
- Bill Atwood - strumenti a fiato
- The Rita Coolidge Ladies Vocal Ensemble - accompagnamento vocale, cori
- Brian Rogers - arrangiamenti strumenti a corda

Note aggiuntive
- Glyn Johns - produttore
- Registrato al Wally Heider Studios di San Francisco, California
- Glyn Johns - ingegnere delle registrazioni
- Mixaggio effettuato al Island Studios di Londra, Inghilterra
- Glyn Johns - ingegnere del mixaggio
- George H. Conger - fotografie
- Anne Blackford - design album[6]